# Pavel Poucha
Pavel Poucha (29. prosince 1905 Vídeň – 15. ledna 1986 Praha) byl český orientalista, mongolista, zakladatel české tocharistiky.

## Život

### Do roku 1945
Narodil se ve Vídni, v rodině krejčovského dělníka Františka Pouchy. V roce 1912 se rodina vrátila do Čech. Roku 1924 maturoval na gymnáziu v Jindřichově Hradci. Studia na Filozofické fakultě Univerzity Karlovy absolvoval v letech 1924–1929, jako obory si vybral studium germánské a slovanské literatury a srovnávací lingvistiku. Na doktora filosofie byl promován 28. června 1929. Během studia navštěvoval přednášky orientálních jazyků, např. sanskrtu, hindštiny, bengálštiny, hebrejštiny, turečtiny či perštiny. Již před promocí pracoval jako výpomocný učitel němčiny.
V roce 1931 byl jmenován středoškolským profesorem a do roku 1947 vyučoval češtinu a němčinu na pražských gymnáziích. Současně se věnoval orientalistice a zveřejnil své první práce.
Počátkem září 1931 se oženil s Máničkou Voženílkovou. V té době byl profesorem gymnázia v Praze XI.
Koncem Protektorátu obdržel protektorátní vyznamenání, tzv. Protektorátní orlici.

### Po roce 1945
Roku 1948 předložil habilitační práci. Od 1947 byl pracovníkem Orientálního ústavu, kde se vypracoval na vedoucího indologického oddělení a náměstka ředitele. V letech 1950-57 byl též externím vyučující na Filozofické fakultě UK, vyučoval i na Škole orientálních jazyků, kterou i řídil.
V tomto období byl vysílán jako odborník do zahraničí. V srpnu až prosinci 1955 byl jako pracovník Orientálního ústavu vyslán na stáž do Mongolska. V roce 1957 odjel na roční pobyt do Číny a Mongolska. Zdroje uvádějí bez podrobností, že v roce 1957 byl z funkcí z politických důvodů odvolán. Nadále se věnoval vědecké práci. V roce 1970 odešel do důchodu, ale publikoval až do své smrti.

## Dílo (výběr)

### Práce věnující se tocharštině
V roce 1908 určili němečtí vědci Emil Sieg a Wilhelm Siegling tocharštinu, kterou byly psány rukopisy z 2. poloviny 1. tisíciletí n. l. nalézané v Turkestánu jako indoevropský jazyk.
Pavel Poucha se věnoval tocharštině již od mládí, první prací byla již jeho nepublikovaná dizertační práce na Univerzitě Karlově z roku 1928 Příspěvky k tocharskému jazyku a literatuře. Ve 30. letech 20. století zveřejňoval výsledky svého výzkumu a zpracoval i mluvnici tocharštiny v češtině.
Latinsky zpracoval tocharistiku ve dvou dílech, které vyšly v letech 1955 a 1956:
- Institutiones linguae Tocharicae. Díl 1 Thesaurus linguae Tocharicae dialecti (Praha, SPN, 1955) Zobrazení exemplářů s možností jejich objednání
- Institutiones linguae Tocharicae. Díl 2, Chrestomathia Tocharica (Praha, SPN, 1956)

### Vlastní díla (pouze česká vydání)
- Třináct tisíc kilometrů Mongolskem; autem, parolodí, letadlem (Praha; Svobodné slovo-Melantrich, 1957)
- Do nitra Asie (Praha, Orbis, 1962)

### Překlady
Pavel Poucha překládal z mongolštiny, ruštiny, páli, sanskrtu, tamilštiny, tibetštiny. Knižně vyšlo:
- Šestero ročních počasů (autor Rtusanháram / Kálidásah, 4.-5. stol.; překlad ze sanskrtu a doslov Pavel Poucha, ilustrace Miroslav Troup; Evropský literární klub, 1942)
- Příhody indického šaška (z indických pramenů vybral, překlad a doslov Pavel Poucha, ilustrace Marie Ouzká-Brožová; V Praze, Česká grafická Unie, 1944)
- Strom moudrosti (mudrosloví tibetského lidu, autor Nágárdžuna, činný 2. století; překlad z tibetštiny a doslov Pavel Poucha, přebásnil Pavel Eisner, záhlaví Zdeněk Seydl; Praha, Melantrich, 1952)
- Tajná kronika Mongolů (překlad z mongolštiny, doslov a rejstřík Pavel Poucha; Praha, SNKLHU, 1955)
- Nejlepší z mužů Dzáng-Dzalúdaj (mongolský lidový epos, Překlad, doslov a poznámky Pavel Poucha, dřevoryty Pavel Šimon; Praha, ČSAV, 1957)
- Slunce vychází (autor B. Rinčen, překlad z mongolštiny, úprava a doslov Pavel Poucha, ilustrace Pavel Šimon; Praha, Svobodné slovo-Melantrich, 1958)
- Strom moudrosti (prameny staroindického myšlení, autor Nágárdžuna (2. století),z tibetštiny přeložil Pavel Poucha, přebásnil Pavel Eisner; Praha, Garamond, 2000)
- Tajná kronika Mongolů (Praha, Nakladatelství Lidové noviny, 2011)